# Герб Ивано-Франковской области
Герб Ивано-Франковской области (укр. Герб Івано-Франківської області) — символ и официальная эмблема Ивано-Франковской области Украины, в которой отображаются её история, особенности и традиции. Утверждён 26 июля 2001 года. Вместе с флагом составляет официальную символику органов городского самоуправления и областной исполнительной власти. Автор проекта — Андрей Гречило, глава Украинского геральдического общества (товарищества).

## Описание
В серебряном поле чёрная галка с поднятыми крыльями, на голове у неё золотая корона.
Щит окружает венок из двух сосновых ветвей, посередине которых находится лента с флагом Украины. Над ним — серая ромашка с жёлтым нектаром.
Гербовой щит закруглён снизу (испанская форма щита), что характерно для гербов городов и областей Западной Украины. Галка изображается на гербе с XIII века: на символах Галицко-Волынского княжества, Русского воеводства и Галичины.

## Использование
Изображение герба устанавливается:
- на фасаде здания областного совета;
- в зале заседаний областного совета;
- в служебных кабинетах глав областного совета и областной госадминистрации;
- на служебных документах, бланках, штампах и печатях (в том числе и в церемониальной неофициальной корреспонденции: похвальных грамотах и поздравительных письмах);
- на официальных изданиях областного совета и областной госадминистрации;
- на центральных магистралях при въезде на территорию области;
- на штандарте главы областного совета.